# Dimitri (clown)
Pour les articles homonymes, voir Dimitri.
Dimitri, nom de scène de Dimitri Jakob Müller, né le 18 septembre 1935 à Ascona (canton du Tessin) et mort le 19 juillet 2016 à Borgnone (canton du Tessin), est un clown et mime suisse. Célèbre pour son personnage de clown poétique, il a créé plusieurs institutions artistiques reconnues au Tessin comme une école de clown, de mime et d'acrobatie.

## Biographie
Dimitri Jakob Müller naît le 18 septembre 1935 à Ascona (canton du Tessin). Ses parents, architecte et sculptrice, sont des suisse-allemands progressistes et libertaires venus s'installer au Tessin à la recherche d'un cadre de vie agréable. La famille mène une vie peu intégrée à la population tessinoise et interagit principalement avec des artistes immigrés. Pour cette raison, le jeune Dimitri conserve d'importantes attaches avec la suisse alémanique pendant son enfance et son adolescence.

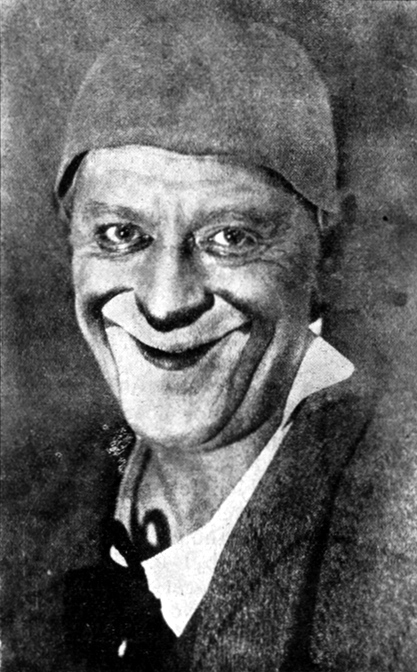
Photographie portrait du clown auguste Grock, nom de scène de Charles Adrien Wettach, 1931

Attiré très jeune par la comédie et le rire, il découvre l'univers des clowns grâce au clown Andreff qui joue pour le cirque Knie,,. Son intérêt et sa fascination pour ce milieu grandissent avec la découverte du clown qui deviendra son idole, l'auguste Grock, et il rêve bientôt de devenir lui-même clown.
À l'adolescence, il part réaliser un apprentissage de potier et céramiste à Berne,. Poursuivant son envie de devenir clown, il s'initie en parallèle aux différents arts qui constitue l'univers clownesque. En plus des arts du cirque classiques comme l'acrobatie, il développe ses compétences musicales et suit des cours de danse et de théâtre. Il se forge ainsi une culture artistique complète dont il exploitera les différentes facettes au cours de sa carrière.
Son activité de potier lui permet de partir voyager quelques mois (Suède et Provence) tout en travaillant,. Après avoir constitué suffisamment d'économies, il rejoint Paris et entre à l'école de mime d'Étienne Decroux en 1956 puis à l'école Marceau en 1958. Remarqué par Marcel Marceau, il intègre la troupe et participe à ses premières représentations professionnelles.

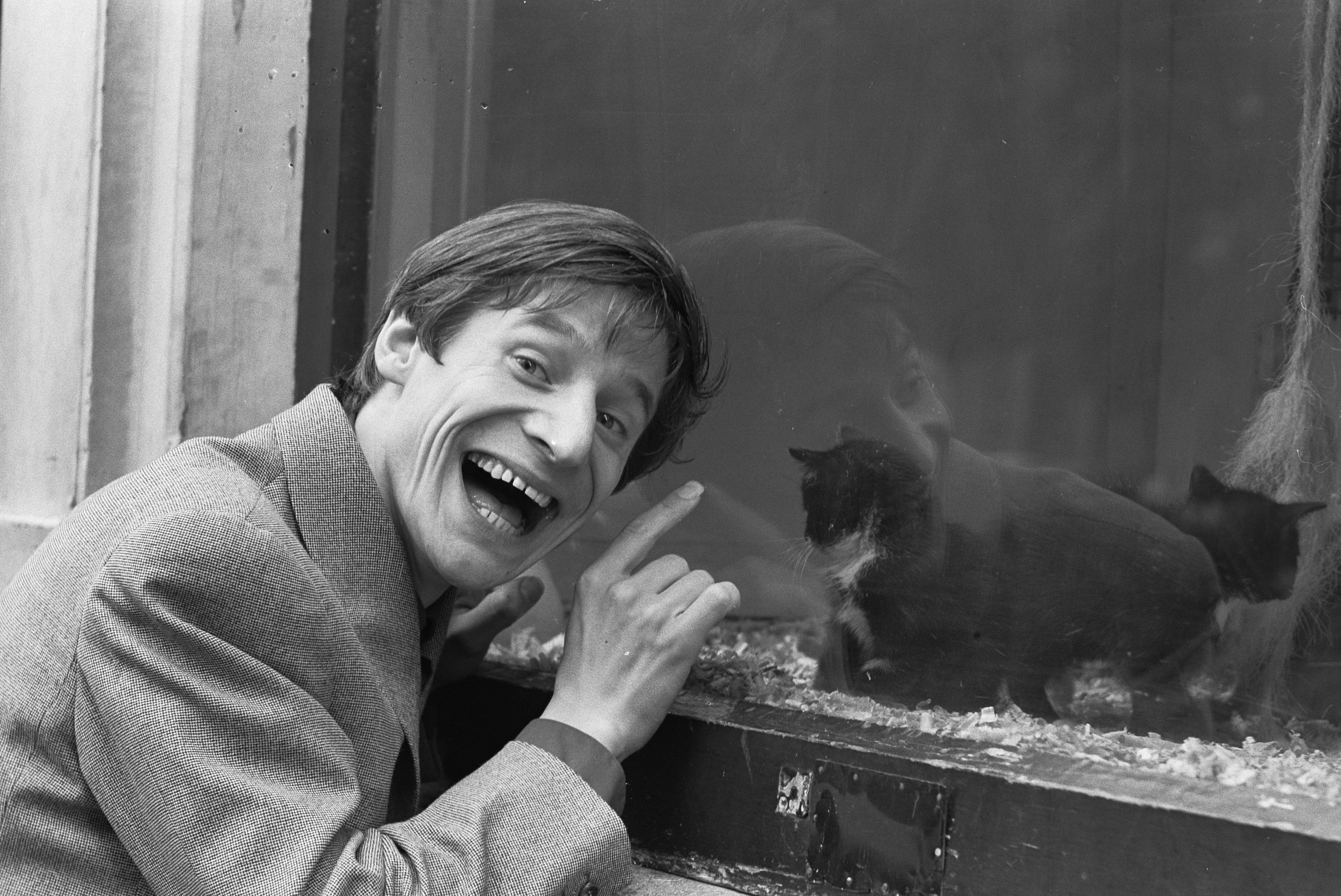
Dimitri, 1962

Il crée rapidement son premier spectacle, intitulé Porteur, qu'il joue à Ascona en 1959,. Si l'artiste joue principalement au théâtre, il reste proche du milieu circassien. À Paris, il bénéficie des connexions de la troupe Marceau avec les artistes et producteurs de cirque. Il joue ainsi régulièrement au cirque Medrano où il campe un clown auguste associé au clown blanc Maïss. Toutefois, c'est le cirque Knie qui permettra à Dimitri d’interpréter son clown poétique dans un cirque. Le clown tessinois participe en effet aux tournées de l'institution circassienne helvétique en 1970, 1973 et 1979. À cette occasion, le public suisse découvre et adopte l'artiste et son univers.

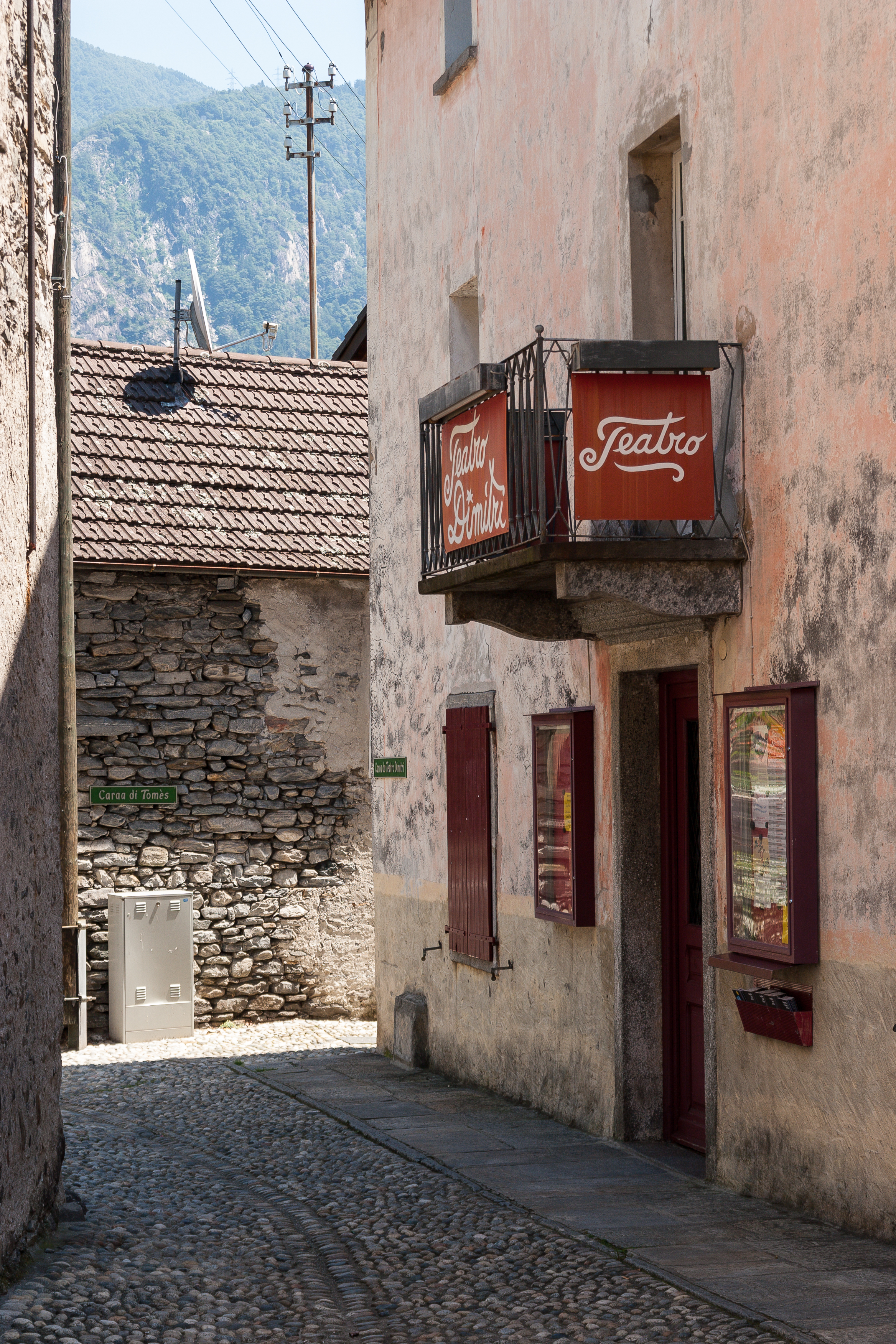
Façade du Teatro Dimitri, Verscio

En 1972, il fonde avec sa femme un théâtre à Verscio (commune fusionnée et nouvellement nommée Terre di Pedemonte). Trois ans plus tard, le couple finalise un nouveau projet d'institution artistique en créant une école destinée à l'enseignement du clown, du mime et de l'acrobatie, toujours à Verscio. Toutefois, à la fin des années 1970, les deux institutions peinent à assurer leur survie financière. Les autorités politiques tessinoises se mobilisent alors pour éviter le départ de l'artiste vers Zurich. Une fondation est constituée afin de pérenniser les deux institutions et de vitaliser le développement théâtral local.
Intéressé par l'ensemble des composantes du spectacle vivant, Dimitri réalise également des mises en scène. Il livre ainsi une adaptation de l'opéra de Mozart La fausse jardinière (La finta giardiniera) à Brême, puis une de l'opéra bouffe Les Brigands (composé par Offenbach) à Vienne (Wiener Kammeroper). Pour l'artiste, ces réalisations ne se limitent pas à l'activité de mise en scène mais intègre également un point de vue artistique sur la scénographie ainsi que les costumes.

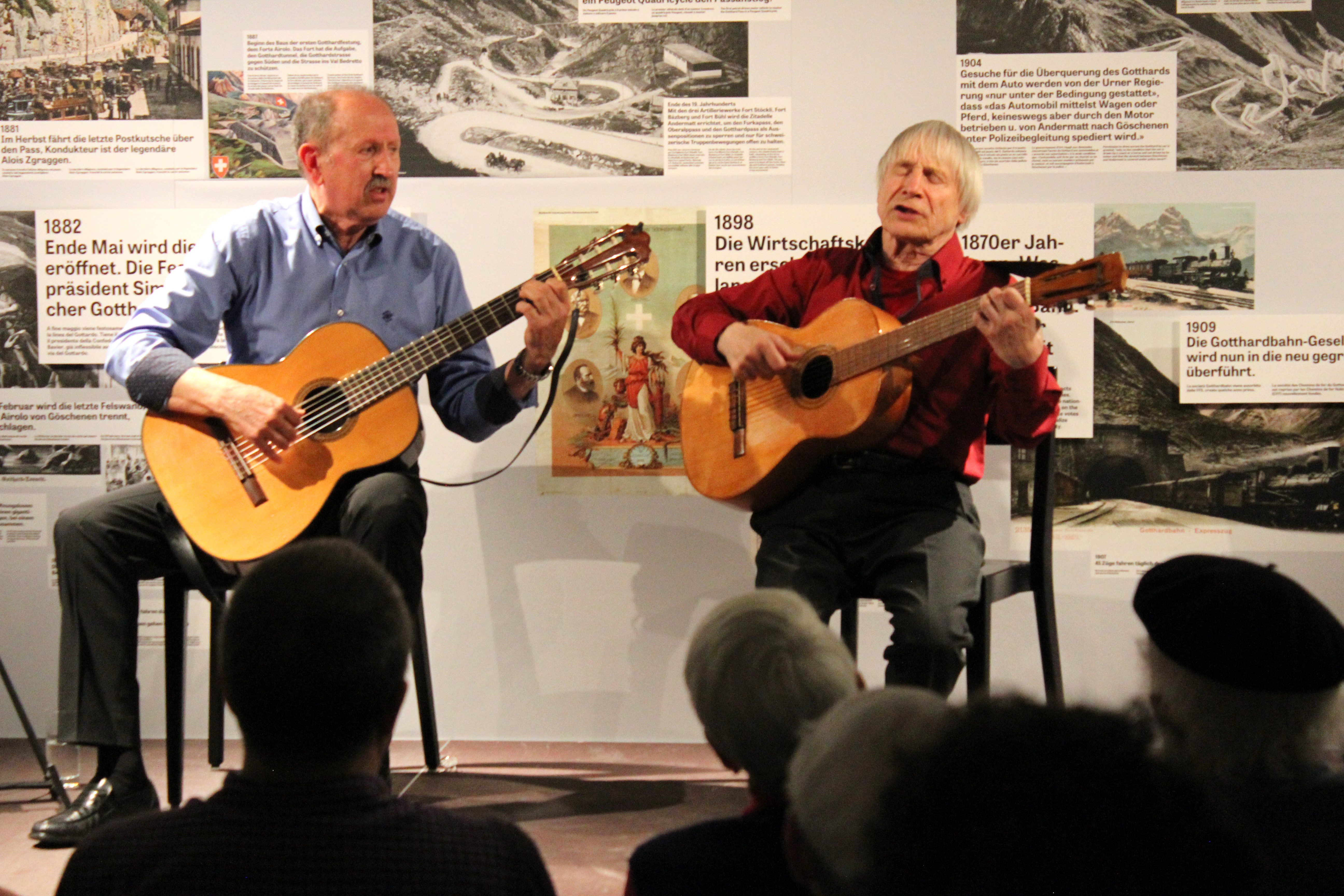
Roberto Maggini (gauche) et Dimitri (droite) interprètent des chansons traditionnelles tessinoises, 2016

Musicien reconnu, Dimitri s'est également produit régulièrement sur des scènes musicales. Il a notamment joué en duo avec Roberto Maggini des musiques traditionnelles tessinoises.
Inspiré durant toute sa vie par l'exemple de ses parents artistes plasticiens, Dimitri a peint plusieurs toiles.
Malgré son âge, le clown Dimitri est toujours resté actif. Quelques mois avant sa mort, il prépare un nouveau spectacle, écrit avec ses filles et son petit-fils, et le joue.
Le 19 juillet 2016, il est transporté dans la journée à l’hôpital après un malaise. Il y meurt dans la soirée.
Il participe cette année-là au spectacle Les Matadors de Marcel Marceau au Théâtre de l'Ambigu. Suivent plusieurs tournées entre 1970 et 1985, une tournée de chant folklorique tessinois (avec Roberto Maggini), en 1975 il fait une tournée en Amérique (il en fera 10) et en 1985 en Chine. En 1990 il expose des tableaux à Aarau.

## Art du clown et du mime

### Style
Le personnage clownesque de Dimitri est un mime. Ainsi, il ne parle pas et n'appartient pas au genre classique du clown blanc ou de l'auguste. La dynamique comique du personnage ne repose pas sur la maladresse ou la bêtise mais plutôt sur la poésie ou la fantaisie. Ainsi, le clown vise plutôt à obtenir un sourire chez son spectateur qu'un rire aux éclats. Dans une interview accordée à la RTS en 1971, l'artiste évoque son objectif d'approcher le rire plus intuitif des enfants qui, de son point de vue, sont plus réceptifs à la naïveté et la drôlerie des clowns. Concevant l'humour en lien avec l'amour, Dimitri recherche avant tout un humour décrit comme positif.
Sur le plan technique, l'artiste s'appuie sur sa virtuosité et sa maîtrise technique des arts du cirque pour composer ses scènes. À partir d'un évènement déclencheur, le clown construit un développement en décalage avec l'introduction et le cours attendu des évènements.

Dimitri en spectacle à Ascona, 1962
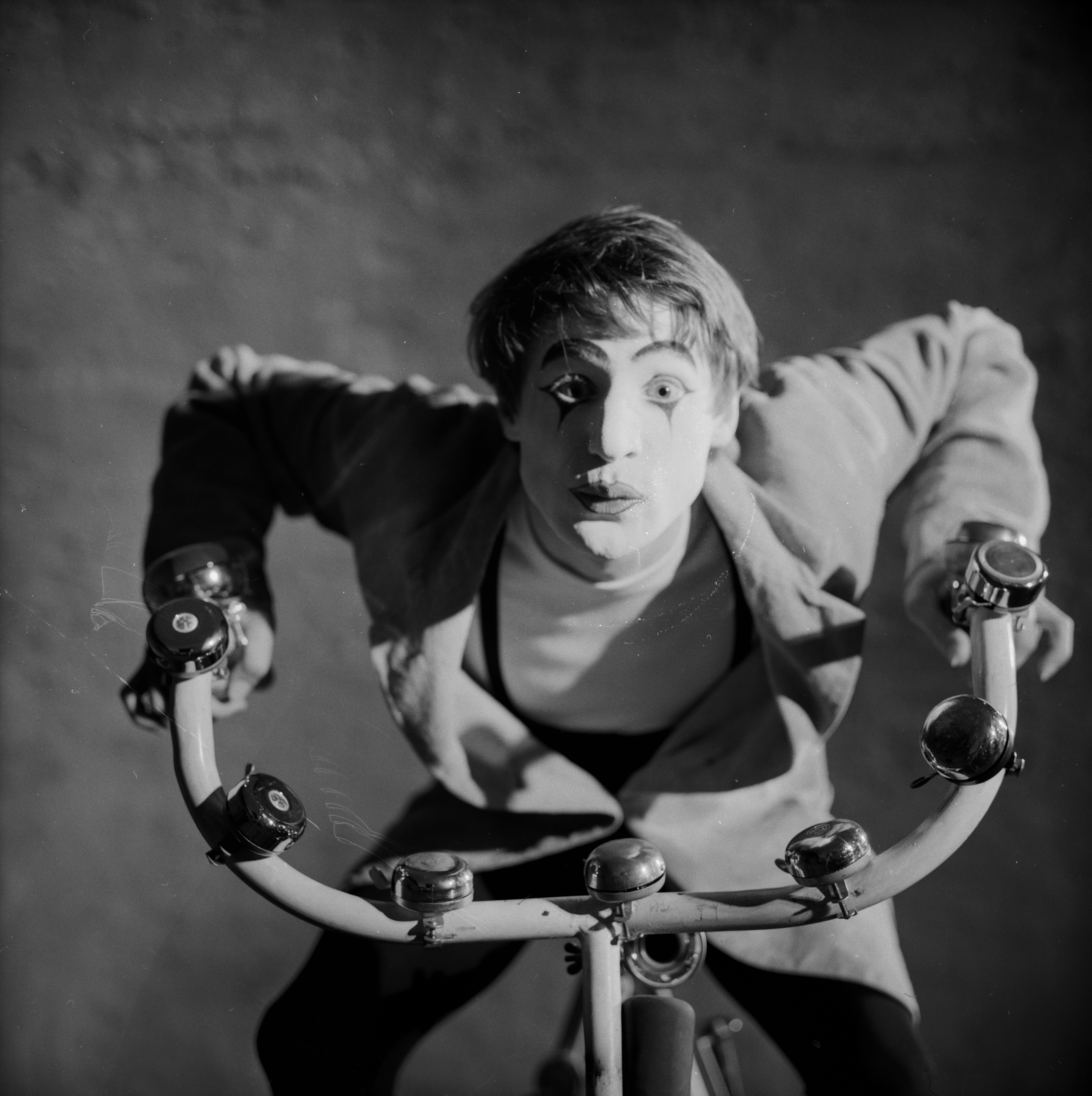
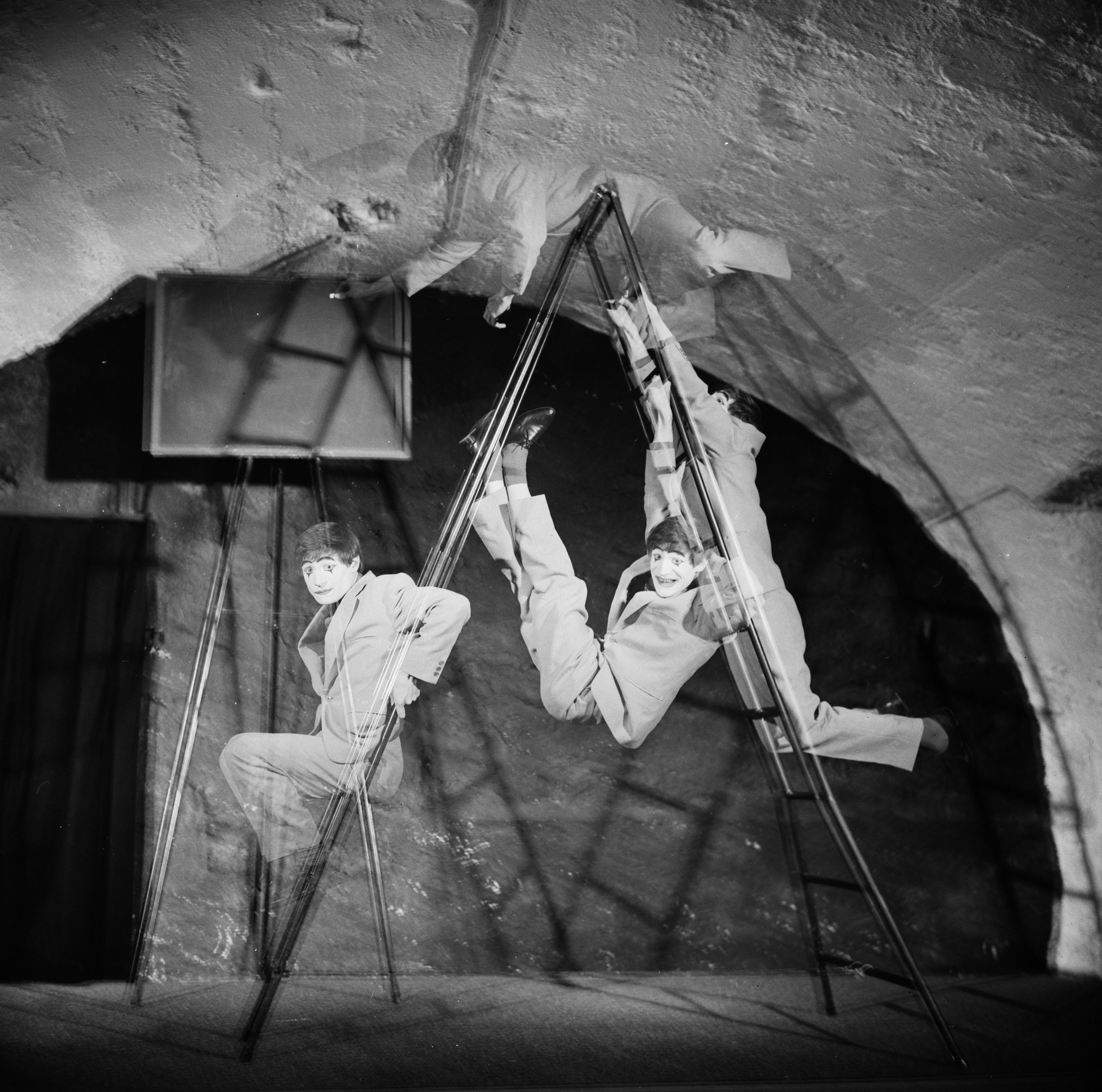

Bien qu'il ne parle pas, l'univers de Dimitri est sonore puisque celui-ci s'appuie sur la musique au cours de ses spectacles,. Le personnage recourt ainsi fréquemment à l'utilisation d'instruments comme la guitare ou la trompette. La dynamique des spectacles est assurée par un ensemble de saynètes de durées relativement courtes.
Le maquillage facial de Dimitri est caractérisé par deux traits noirs en forme de larmes sous les yeux. Le reste de son visage est couvert de blanc avec des traits noirs fins pour surligner la forme de la bouche et des sourcils.

### Influence
La passion précoce pour l'univers des clowns et du cirque qui touche le jeune Dimitri l'a poussé à rechercher une relation humaine et directe avec le public. Il était frappé par ce contact entre le jeu du clown et la réponse naturelle du public sous la forme de rires. Admirateur du clown auguste Grock, il ne renie pas le caractère populaire et bourru de l'humour des clowns. L'influence de celui-ci se retrouve d'ailleurs dans l'univers musical du clown tessinois, élément partagé par les deux clowns helvétiques.

Univers musical du clown Grock
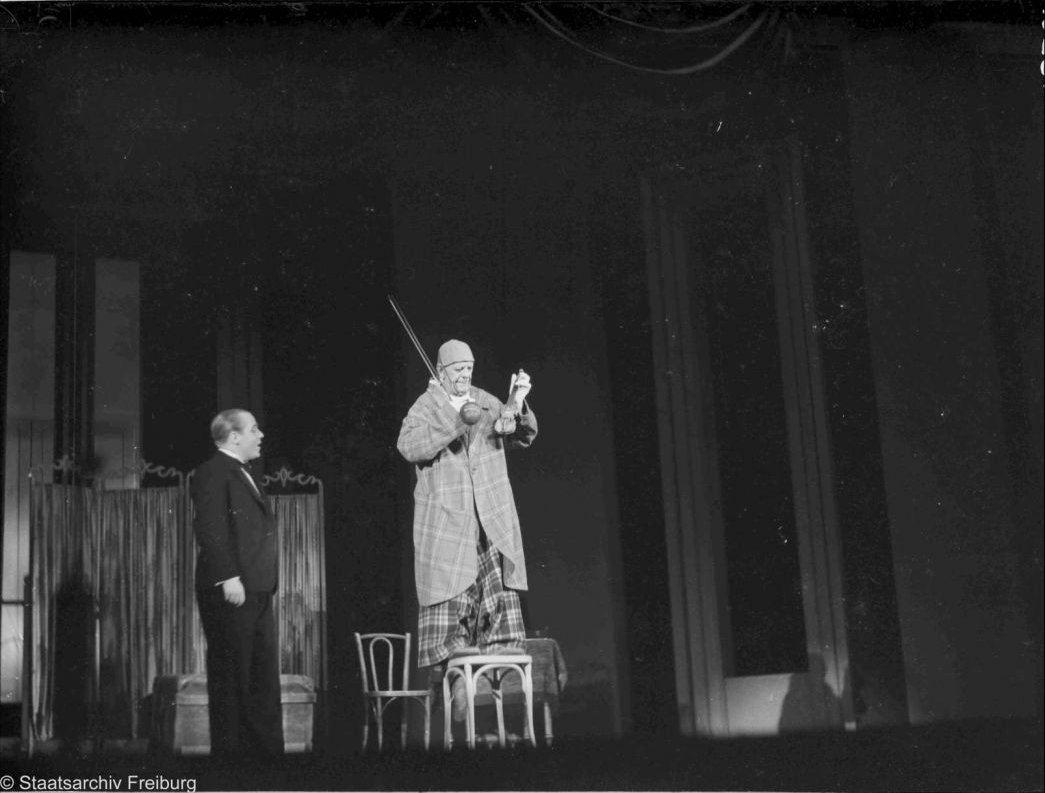
Grock en représentation à Berlin en 1936 dans un numéro avec un violon
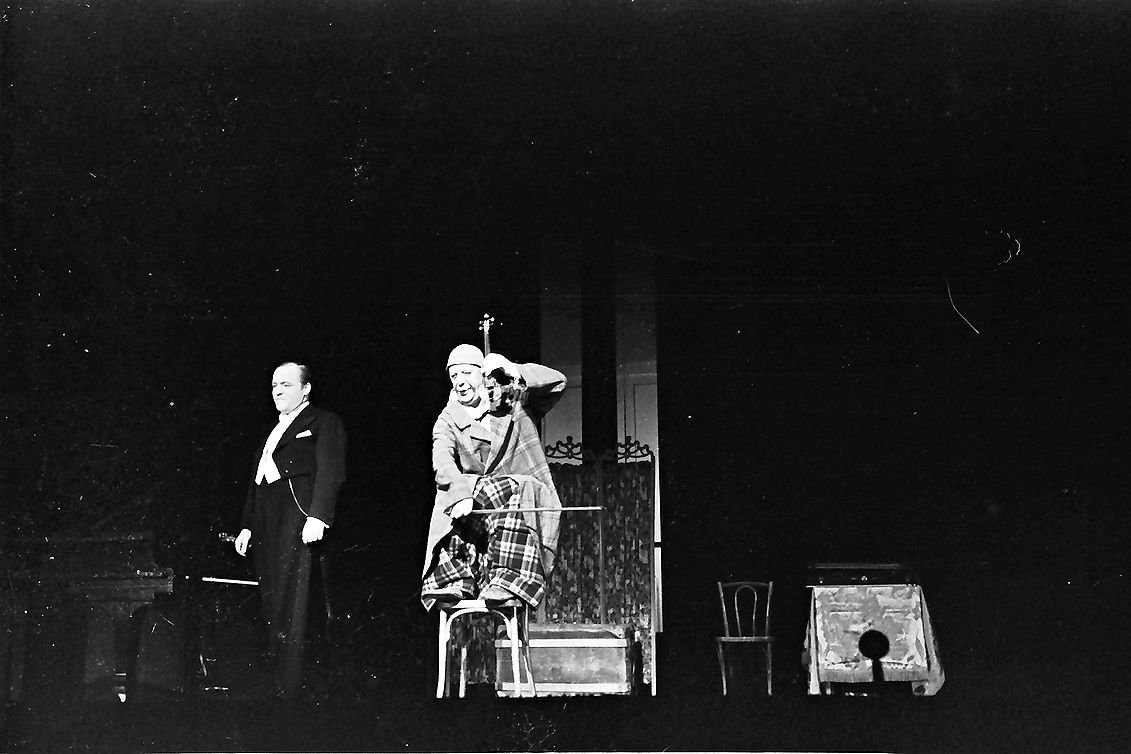
Grock en représentation à Berlin en 1939 dans un numéro avec un violon
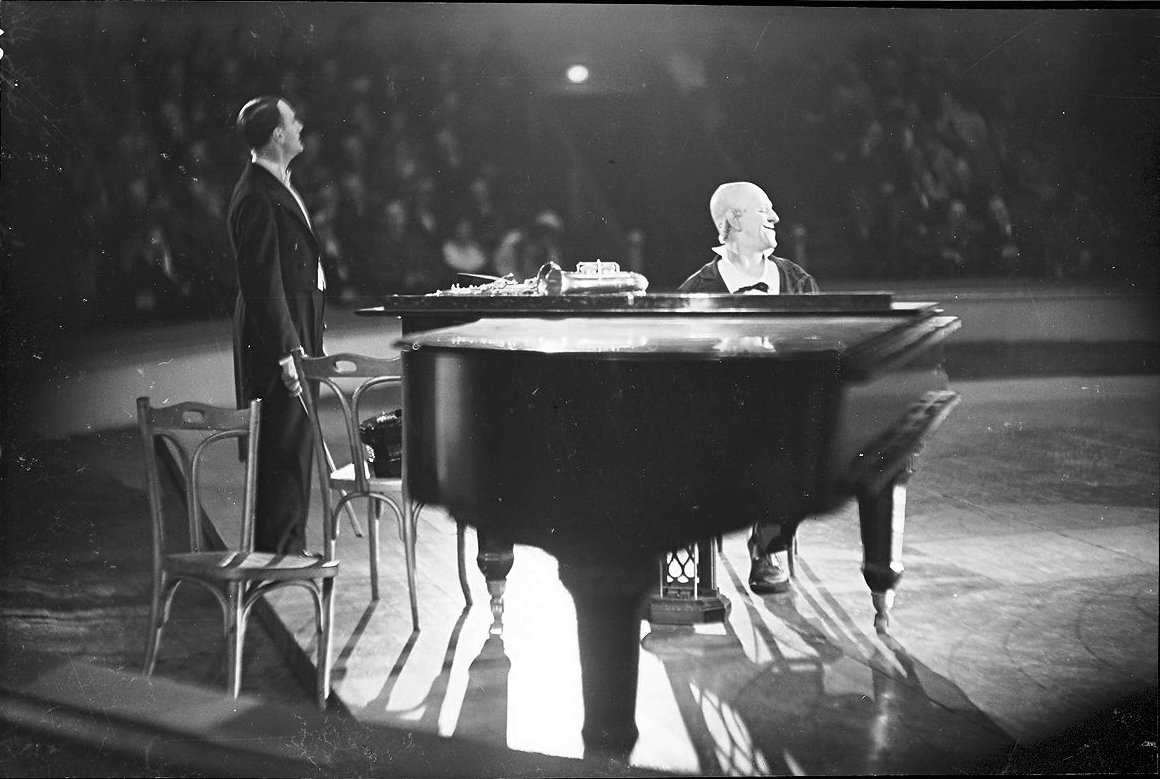
Grock en représentation à Berlin en 1935 dans un numéro avec un piano

Bien que souhaitant être clown dès son enfance, aucune possibilité de formation et de création n'existe pour Dimitri. En effet, tandis que les familles circassiennes perpétuent la tradition des clowns en reproduisant les mêmes sketchs, seule l'école du cirque de Moscou encourage le développement de nouveaux numéros. Toutefois, la guerre froide interdit au suisse d'émigrer dans le bloc de l'est. Le jeune homme aborde donc sa pratique artistique par le mime, accessible en Europe et qui lui permet d'assouvir ses envies créatives.
Son apprentissage du mime et son début de carrière dans cette voie ont été pour Dimitri un élément fondamental. L'artiste évoque l'importance de Marcel Marceau dans sa vie artistique et sa compréhension de l'humanité - élément déterminant pour définir le style clownesque de son personnage.

« Marceau était plus qu’un artiste. C’était une personne d’une dimension spirituelle et humaine hors du commun qui amenait ailleurs. »

— Dimitri

Marcel Marceau grimé
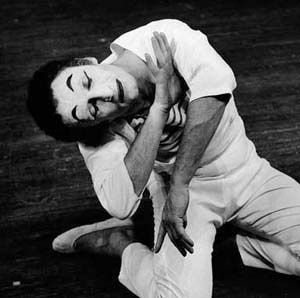
Marcel Marceau en mouvement, 1963
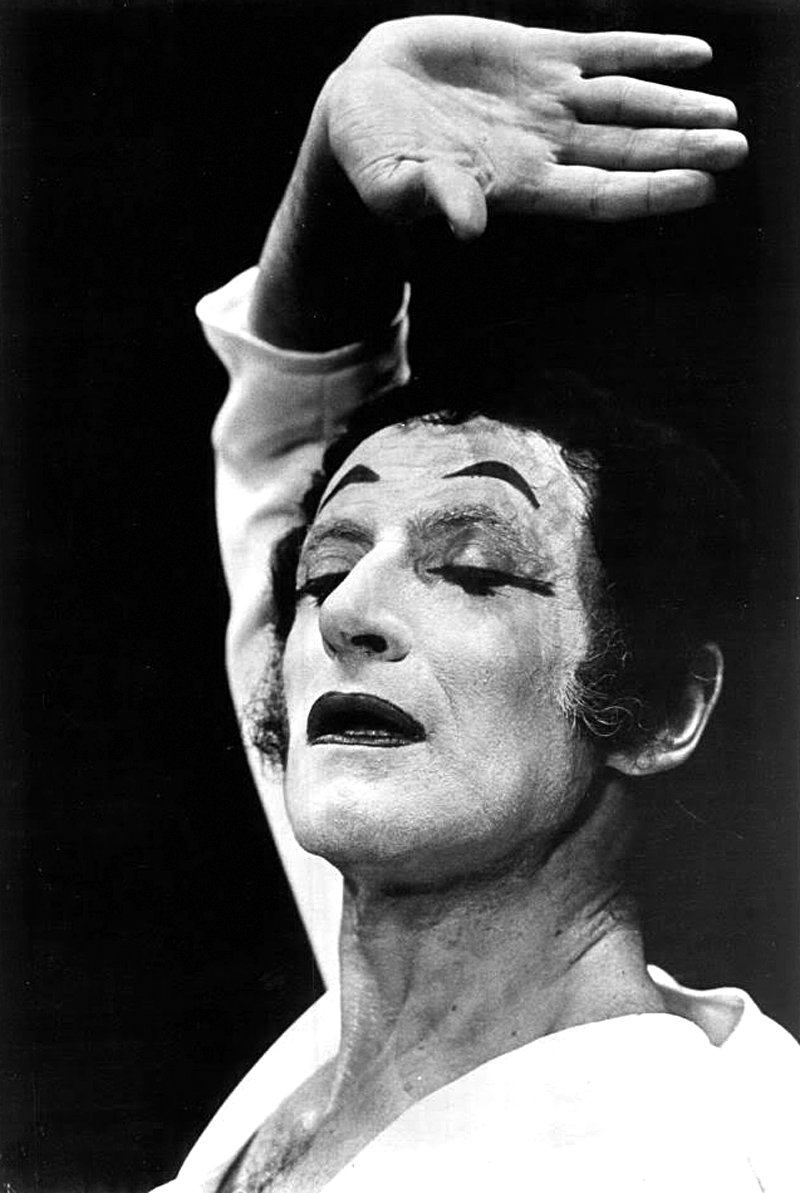
Marcel Marceau en mouvement, 1971
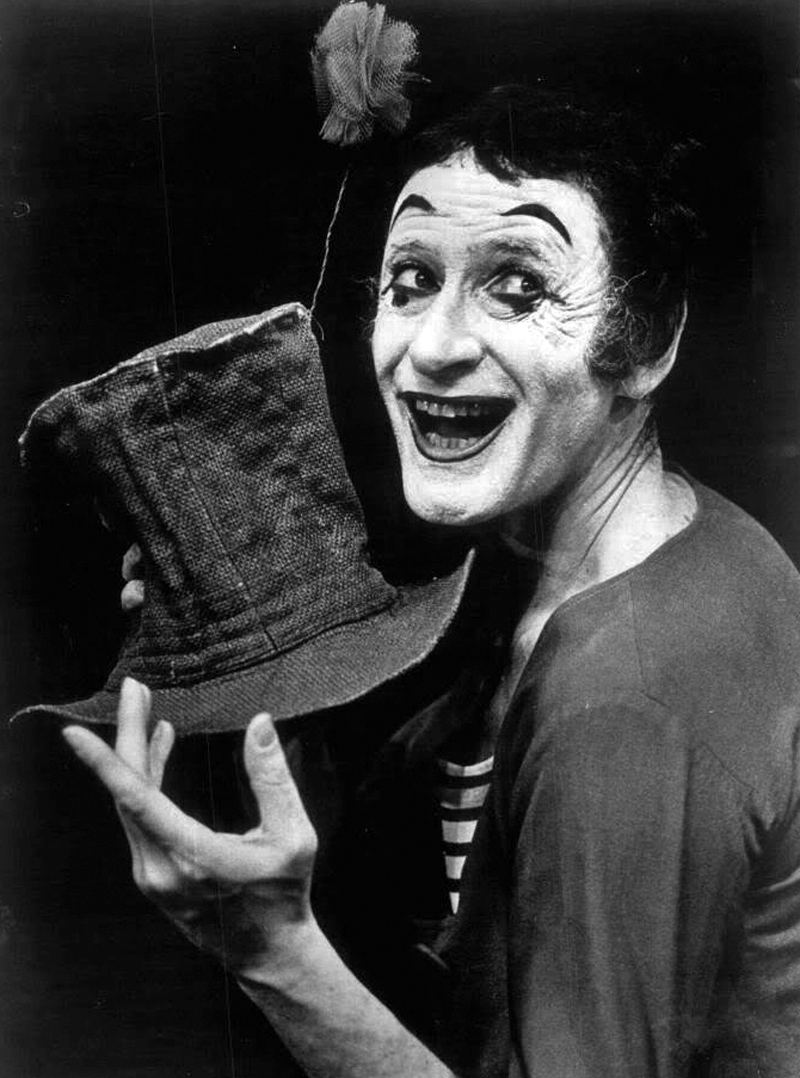
Marcel Marceau pose pour une photographie publicitaire, 1974

### Réception critique et postérité
Avec les années et la notoriété, Dimitri est devenu une figure culturelle tessinoise reconnue. Outre sa célébrité internationale, ce statut s'explique par ses réalisations pour le développement de la culture au Tessin et ses engagements. Ainsi, outre un théâtre fondé en 1972 avec sa femme (Teatro Dimitri) et une compagnie théâtrale en 1978 (Compagnia Teatro Dimitri), Dimitri créé également une école d'art - clown, mime et acrobatie - en 1975 toujours avec sa compagne (Scuola Dimitri renommée en 2015 l'Academia) ainsi qu'un musée et une attraction sur l'art comique en 2000 (Parco del clown),,. L'école d'art est par la suite intégrée au réseau des Hautes écoles spécialisées de Suisse.

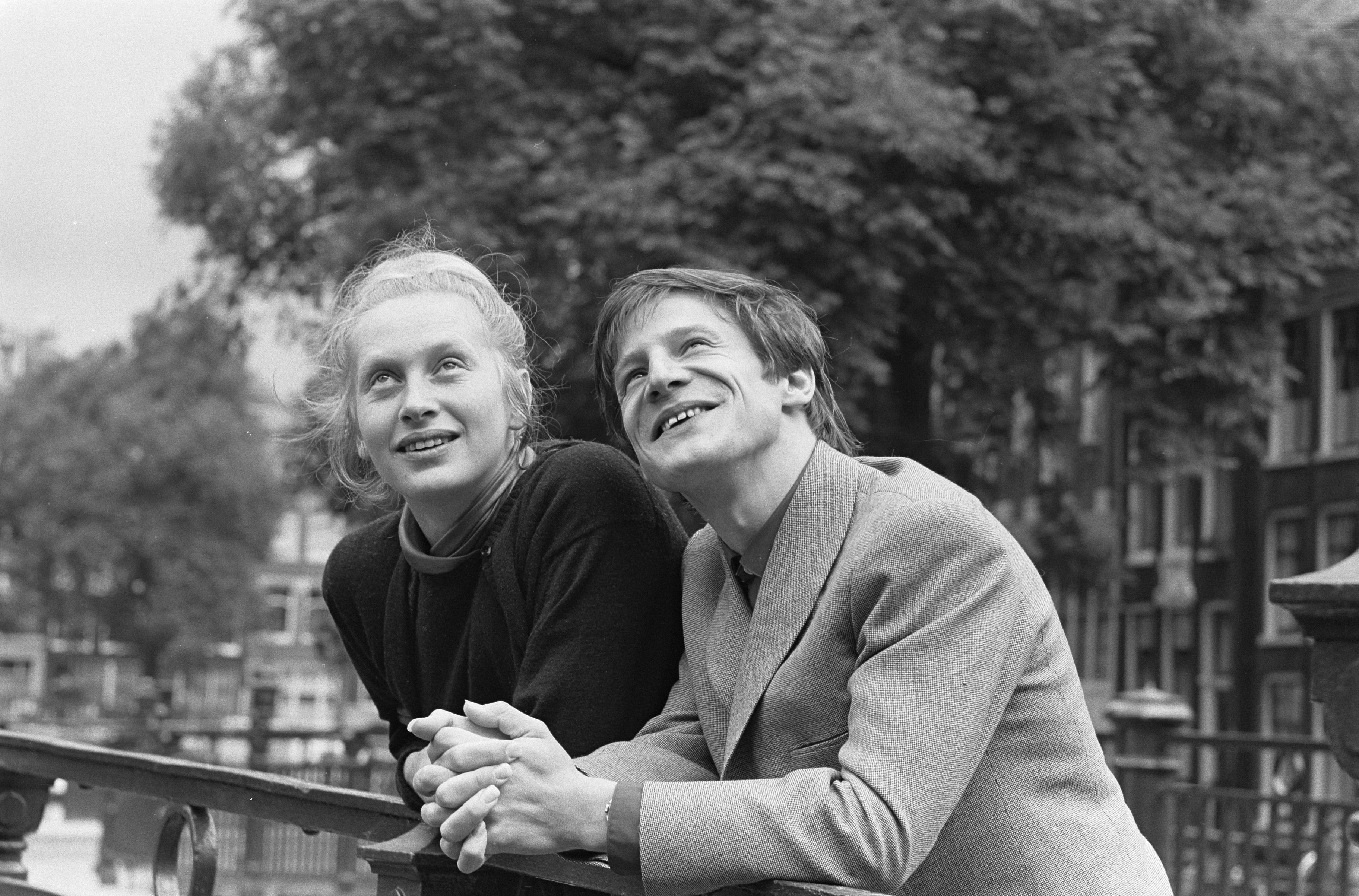
Dimitri et sa femme Gunda, 1962

## Vie privée
L'artiste est marié à Gunda Salgo, une fille d'artistes plasticiens bâlois, qu'il a rencontré tôt dans sa jeunesse et épouse en 1961,. Le couple à 5 enfants, l'un d'eux étant issu du premier mariage de Gunda Salgo : trois garçons et deux filles. Trois de ses enfants sont des artistes de cirque et ont participé à des spectacles avec lui, notamment Nina et Masha.

## Récompenses
- Prix de la ville de Winterthour en 1969[4]
- Anneau Hans-Reinhart en 1976[13]
- Prix Walo en 2000[14]
- Swiss Award pour la culture en 2009 et en 2013 pour l’ensemble de son œuvre[13]

## Livre
- Dimitri, le clown en moi, Hanspeter Gschwend et Dimitri, 2004

### Film
- Dimitri, Clown, documentaire, Friedrich Kappeler, 2004